# Náquera (kommun)
Náquera är en kommun i Spanien.   Den ligger i provinsen Província de València och regionen Valencia, i den östra delen av landet, 290 km öster om huvudstaden Madrid. Antalet invånare är 6 009. Arean är 39 kvadratkilometer. Náquera gränsar till Albalat dels Tarongers, Bétera, Moncada, Museros, Puig, Rafelbunyol, Sagunto, Segart och Serra. 
Terrängen i Náquera är kuperad åt nordost, men åt sydväst är den platt.